# Fekete-tó (Magyarország)
A Fekete-tó, más néven Fekete-láp (vend nyelven Črná mlaká) a Vas vármegyei Orfalu községben található nagy kiterjedésű szigetszerű láp, Magyarország egyik legkiemelkedőbb jelentőségű, egyben legvédettebb természeti értéke.

## Elhelyezkedése
A láp Orfalu község területére esik, Szalafő és Farkasfa határában, utóbbi ma már Szentgotthárdhoz tartozik. Orfalu és Farkasfa a Vendvidék részének tekinthető, Szalafő már az Őrség települése.

A helyet nagy kiterjedésű erdő veszi körül, az út nehezen járható.

## Növény és állatvilága
A Fekete-tó növénytanilag kuriózumnak számít. Növényei az utolsó jégkorszak utáni viszonylag hűvös klímához köthetők. Úgy három tőzegmohafaj található itt, amelyek közt lapul a vidrafű (Menyanthes trifoliata). A tó jellegzetes rovarevő növénye még a kereklevelű harmatfű (Drosera rotundifolia) és néhány korpafű faj, amik a területet körbefogó mészkerülő erdei fenyvesek közt találhatók meg, mint például a lapos (Diphasium complanatum), a kapcsos (Lycopodium clavantum) és a kígyózó korpafű (Lycopodium annotium), de ez utóbbit már néhány éve nem találják. Meg kell említeni, hogy a korpafű szemlátomásra rengeteg növényből egy telepet alkot, voltaképp az a sokaság egyetlen egyed.
Májusban nyílik a láp belső területén a széleslevelű gyapjúsás (Eriophprum latifolium), amelynek virágai fehér színűek. A sásállományai között van a védett töviskés sás (Carex achinata).

A keleti oldalán növényállományai közt fontos a rekettyefűz és a füles fűz. Ritka és jellemző fafaja a szőrös nyír (Betula pubescens).
Pócs Tamás itt végzett kutatásai kimutatták a szintén jégkori eredetű békabuzogányt (Sparganium minimum).

Magyarországon is csak kevés helyen előforduló bordapáfrány (Blechum spicant) példányainak többsége is csak itt fordul elő, mellette él az ugyancsak különlegességnek számító hegyipáfrány (Oreopteris limbosperma) és tőzegpáfrány (Thelypteris palustris).
A talaj néhány helyen kisavanyodott, erodálódott, otthont adva ezzel kereklevelű (Pyrola rotundifolia), az ernyős (Chimaphila umbellata) valamint sok más körtikének.

Ősszel megváltozik a Fekete-tó növényvilágának főbb uralkodó fajai: egy rozsdássárga fűféle, kékperje (molinietum) lepi el a területet, amelyben megbúvik a kornistárnics (Gentiana pmeumonanthe).
Állatvilágának csúcsa a fekete gólya (Ciconia nigra), ami ráadásul itt is költ. A legközelebbi előfordulási helye az Őrségben van.

## A tó története
A Fekete-tó, mint ahogy az már említettük jégkori láp, annak is az utolsó szakaszából, a felmelegedett, de még hűvös klímához kapcsolódik. Akkor a mai Magyarország területén rengeteg ehhez hasonló mocsár fordult elő, ezek többsége aztán eltűnt, s északabbra húzódtak vissza.

Az egykori úrbéri térképek tanúsága szerint itt még tó volt, mely ugyanakkor a Zala forrásvidéke is volt. A Zala évente csökkentette fokozatosan a vízszintet, míg más patakok hordalékkal töltötték föl. A feltöltődés valamikor a 18. században ért véget, de még az 1840-es években is voltak foltszerűen nagy összefüggő vízfelületek, amelyek mára már eltűntek, összezsugorodtak.
Az orfalusi szlovének körében rengeteg misztikus történet élt a tóról, mint egy mindent elnyelő, rejtélyes és baljós ingoványról. Ezek közül a leghíresebb egy elsüllyedt templomról szól, amit a tó mélye rejt, s azért merült a mélybe, mert egy asszony elátkozta, amiért elkésett a vasárnapi istentiszteletről. Ha templomot nem is rejt a mélye, de állatok, sőt emberek már belevesztek az ingoványába.
Az orfalusi szlovének az elmúlt századokban a szentgotthárdi ciszterci apátság jobbágyai voltak. A ciszterek környezetkímélő és gazdaságos erdőgazdálkodása révén szinte nem is esett kára a tónak, s rengeteg százötven évesnél idősebb fa is megtalálható erre, mely alkalmas fészkelő helye a fekete gólyának.
Minthogy a vidék 1919 után határsáv volt, eléggé zárt terület lett, főleg a II. világháború után, így nem folyt itt sem államosítás, sem TSz-esítés, a vidék egyedülálló módon érintetlen maradt, így a Fekete-láp is.

Zsohár Gyula 1941-ben Az Őrség növényföldrajzi vázlata c. munkájában publikálta először, s mutatta be a szlovének földjének eme ritka nagy kincsét.

## A terület jelenlegi állapota
Egykor a vaddisznók dagonyázóhelye volt és az ifjúság motoros rodeókat tartott itt, ami jelentős kárt tett a növényzetben, ezért 1990-ben drótkerítéssel vonták körbe, s azóta csak külön engedéllyel és kísérővel látogathatják.
Fennmaradásának természetes veszélyeztetője a globális felmelegedés.